# Upplands runinskrifter 724
Upplands runinskrifter 724 är en vikingatida runsten av gråsvart granit i Hummelsta, Vallby, Löts socken och Enköpings kommun. Runstenen är 1,3 meter hög och 0,8 meter bred. Runhöjden är 4,5-7 centimeter. Ristningen har utgjort ett monument tillsammans med U 723 och U 725. Ristningen är, liksom de övriga i monumentet, osignerade men är sannolikt ristad av Balle.

## Inskriften
Translitterering av runraden:
· aykaiʀ · auk · fraikaiʀ · þir · letu · raisa · stan ·· at · kuta · faþur · sen · ku... ...--bi · sal · hans ·
Normalisering till runsvenska:
Øygæiʀʀ ok Frøygæiʀʀ þæiʀ letu ræisa stæin at Guta, faður sinn. Gu[ð hial]pi sal hans.
Översättning till nusvenska:
Öger och Fröger de läto resa stenen efter Gute, sin fader. Gud hjälpe hans själ.